# José Rubén Morones Ramírez

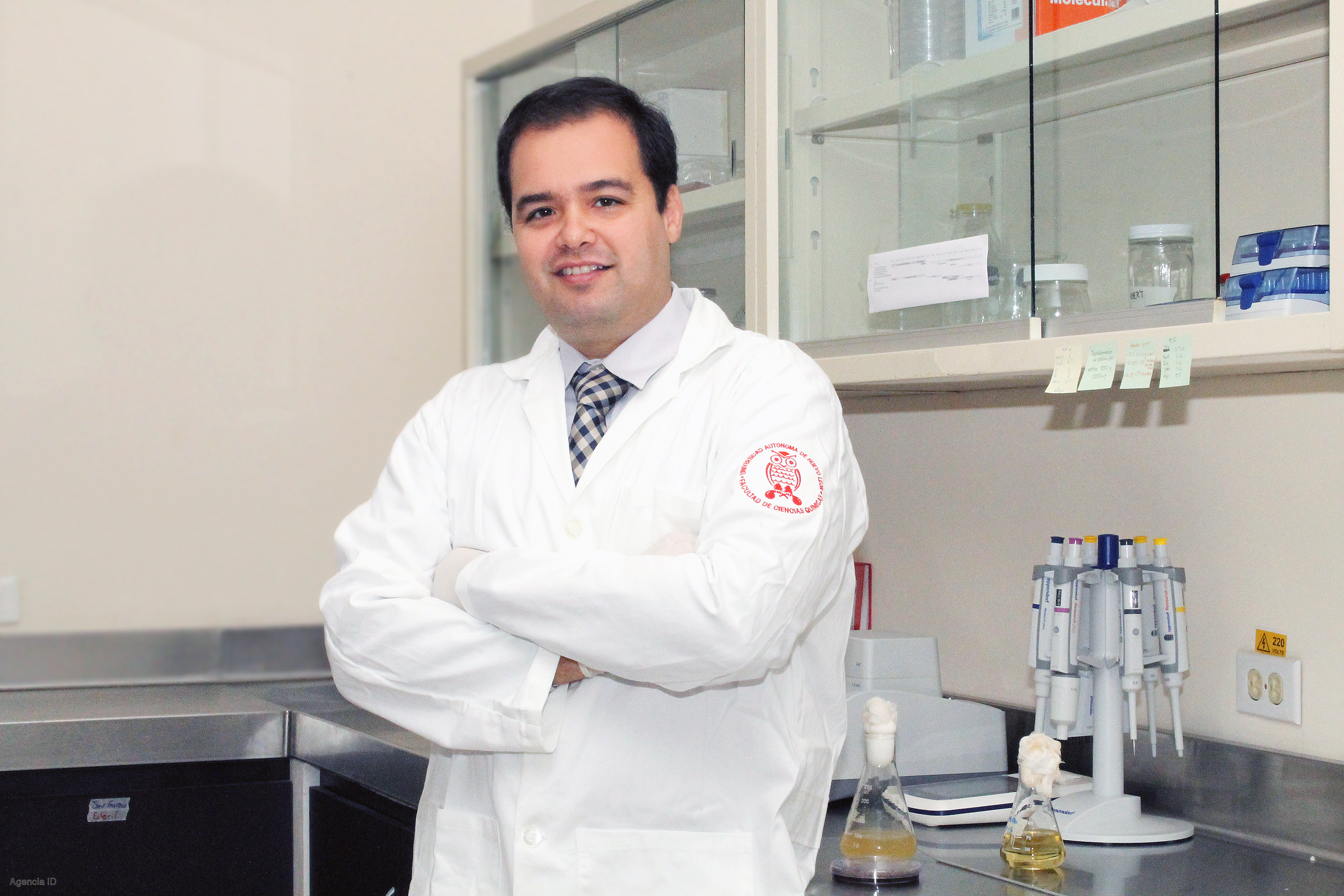
Dr. José Rubén Morones Ramírez en el Laboratorio de Biología Sintética y de Sistemas del Centro de Investigación en Biotecnología y Nanotecnología (CIByN) de la Facultad de Ciencias Químicas de la Universidad Autónoma de Nuevo León (UANL).

José Rubén Morones Ramírez (n. Nuevo León, México), es un químico mexicano, profesor en la Facultad de Ciencias Químicas y Director del Centro de Investigación en Biotecnología y Nanotoxicología de la Universidad Autónoma de Nuevo León, destacado por sus estudios en microbiología y nanotecnología. En 2014, el MIT Technology Review lo nombró como innovador del año por sus estudios sobre el uso de sales de plata para mejorar la efectividad de los antibióticos. En 2020 fue ganador del Premio de Investigación que otorga la Academia Mexicana de Ciencias.

## Carrera
Hijo de un doctor en física, Morones Ramírez comenzó su incursión en las ciencias desde muy joven. A los 19 años trabajó con el investigador Gustavo Fuentes en la Universidad Autónoma Metropolitana como parte de un verano científico organizado por la Academia Mexicana de las Ciencias.
Tras interesarse en la química en sus estudios de secundaria y preparatoria, decidió ingresar a la Ingeniería en química de la Universidad Autónoma de Nuevo León. Sus estudios de posgrado los realizó en la Universidad de Texas en Austin donde obtuvo el PhD en Ingeniería, su asesor fue el biomédico Nicholas A. Peppas con quien trabajó en nanotecnología y donde comenzó a investigar las propiedades antibióticas de las nanopartículas de plata. Como resultado de estos estudios, en 2005, publica The bactericidal effect of silver nanoparticles, que se vuelve un documento multicitado y le otorga bastante reconocimiento en esta área.
Posteriormente, realizó una estancia postdoctoral en Instituto Wyss de la Universidad de Harvard y la Universidad de Boston con el bioingeniero James Collins.
En 2012, se incorpora al cuerpo académico de la Facultad de Ciencias Químicas de la Universidad Autónoma de Nuevo León como profesor investigador.

## Trabajo
Morones Ramírez ha destacado en sus estudios de las aplicaciones antimicrobianas de las nanopartículas de sales de plata, sobre las que concluyó que podrían potenciar los efectos de antibióticos hasta mil veces más, al tiempo que se otorga eficiencia contra bacterias resistentes como la Escherichia coli.
En 2016, su equipo de investigación dio a conocer los resultados sobre los estudios realizados sobre hongo Rhodotorula mucilaginosa, sobre el cual lograron producir un plástico capaz de eliminar mentales pesados y otro tipo de contaminantes del suelo.